# Myrianida longoprimicirrata
Myrianida longoprimicirrata är en ringmaskart som först beskrevs av Lòpez, San Martín och Jiménez 1997.  Myrianida longoprimicirrata ingår i släktet Myrianida och familjen Syllidae. Inga underarter finns listade i Catalogue of Life.